# إبراهيم تساكي
إبراهيم تساكي كاتب سيناريو ومخرج جزائري، من مواليد سنة 1946 في سيدي بلعباس بالجزائر.

## مسيرته
ولد إبراهيم تساكي سنة 1946 في الجزائر، ودرس في مدرسة الفنون الدرامية في برج الكيفان في الجزائر العاصمة، ثم التحق بالمعهد العالي لفنون البث «بلوفان لانوف» ببلجيكا، حيث حصل على دبلوم في الإخراج سنة 1972.

## أعماله

### أفلام طويلة
- 1981: أطفال الريح، وهو عبارة عن ثلاثية مكونة من قصص للأطفال المنحدرين من الأوساط الفقيرة، وهي علبة في الصحراء والبيض المطبوخ وجمال في بلاد الصور
- 1983: حكاية لقاء
- 1990: أطفال النيون، ويتناول قصة شابين جمال وكريم، أصمان وأبكمان من أصل مغاربي، يعيشان في حي متاخم للمدينة، وفي يوم من الأيام، ينقذ جمال شابة من محاولة الاغتصاب فتنمو قصص حب تهددها الكراهية العنصرية
- 2006: إيروان، وهو أول فيلم جزائري ناطق بلغة الطوارق

### أفلام قصيرة
- 1975: محطة الفرز، ويحكي قصة طفل صغير يدرس في بلجيكا، تنهار أحلامه بسبب توجيهه إلى التكوين المهني، فيقوم باختطاف المسؤول الأول عن الشرطة في المدينة
- 1980: علبة في الصحراء

## جوائز وترشيحات
- فيلم «علبة في الصحراء»: جائزة أفضل فيلم قصير من المهرجان الأفريقي للسينما والتلفزيون في واغادوغو سنة 1979
- فيلم «بيض مطبوخ»: الجائزة الأولى بمهرجان قرطاج السينمائي سنة 1978
- فيلم أطفال الريح": جائزة النقد في مهرجان لوكارنو الدولي سنة 1980
- فيلم «حكاية لقاء»: الجائزة الأولى (ينينجا) من المهرجان الأفريقي للسينما والتلفزيون في واغادوغو سنة 1985، قُدّمت من يد توماس سانكارا.[5] بالإضافة لجائزة السيف البرونزي بمهرجان دمشق السينمائي الدولي، وجائزة النقد في مهرجان البندقية السينمائي عام 1981
- فيلم «أطفال النيون»: تم اختياره في مهرجان كان السينمائي في خانة «آفاق السينما» سنة 1990
- فيلم «إيروان» (أي «كان يا مكان»): الجائزة الكبيرة في مهرجان إيسني نورغ بأكادير سنة 2009، بالإضافة إلى جائزة الفوتوغرافيا بمهرجان وهران الدولي للفيلم العربي سنة 2010.[6]

## روابط خارجية
- إبراهيم تساكي على موقع IMDb (الإنجليزية)
- إبراهيم تساكي على موقع ألو سيني (الفرنسية)
- إبراهيم تساكي على موقع قاعدة بيانات الفيلم (الإنجليزية)